# Пентозы
Пентозы (от др.-греч. πέμπτος — «пять» + фр. -ose — суффикс, обозначающий принадлежность к сахарам) — общее родовое химическое название класса пятиуглеродных моносахаридов, то есть сахаров, общей формулой которых является C5(H2O)5, или C5H10O5.

## Строение молекул
В зависимости от наличия кето- или альдогруппы различают кетопентозы (рибулоза, ксилулоза и две 3-кетопентозы) и альдопентозы (рибоза, арабиноза, ксилоза, ликсоза).
У альдопентоз три хиральных центра и, следовательно, возможно наличие восьми различных стереоизомеров.

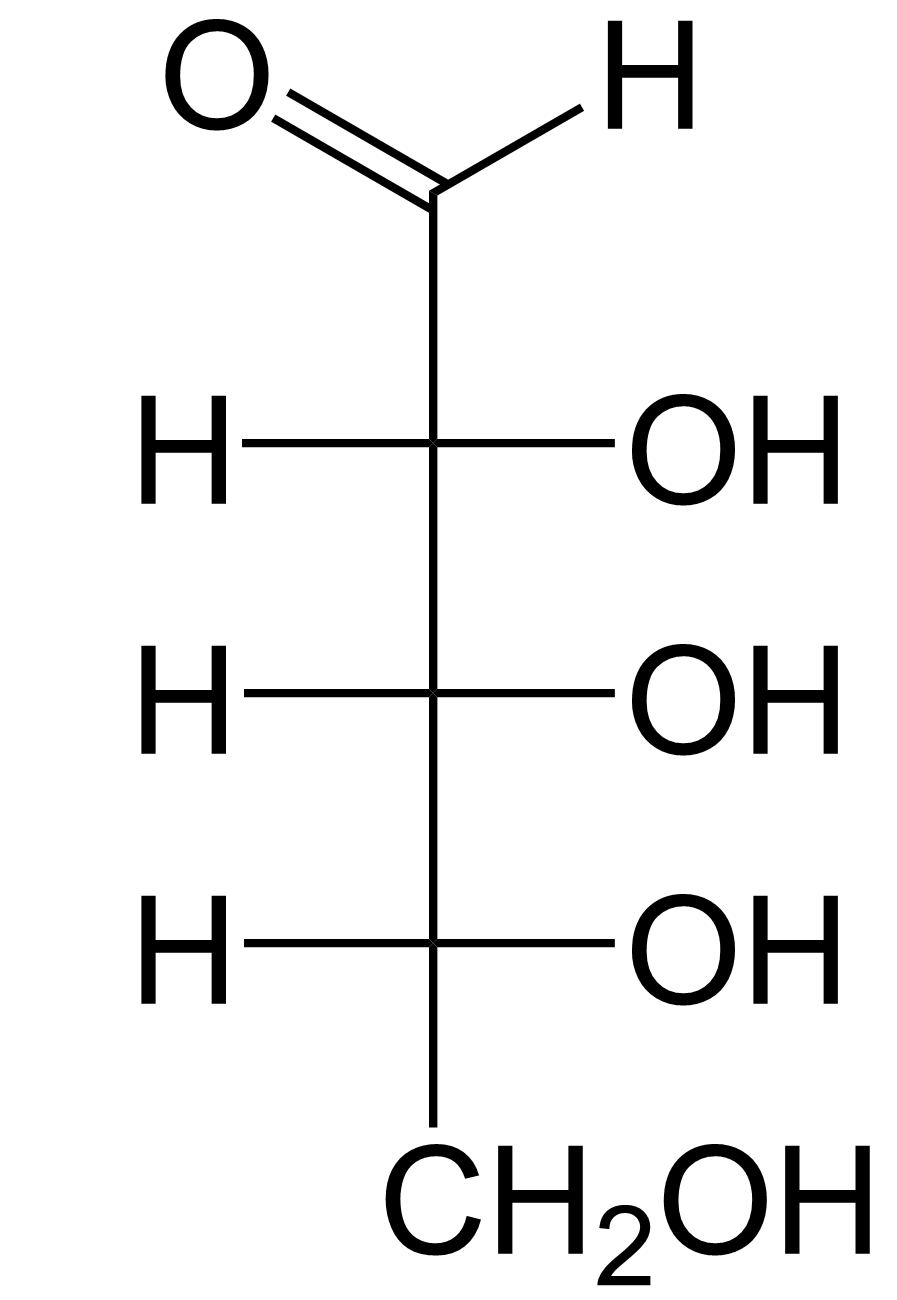
D-рибоза
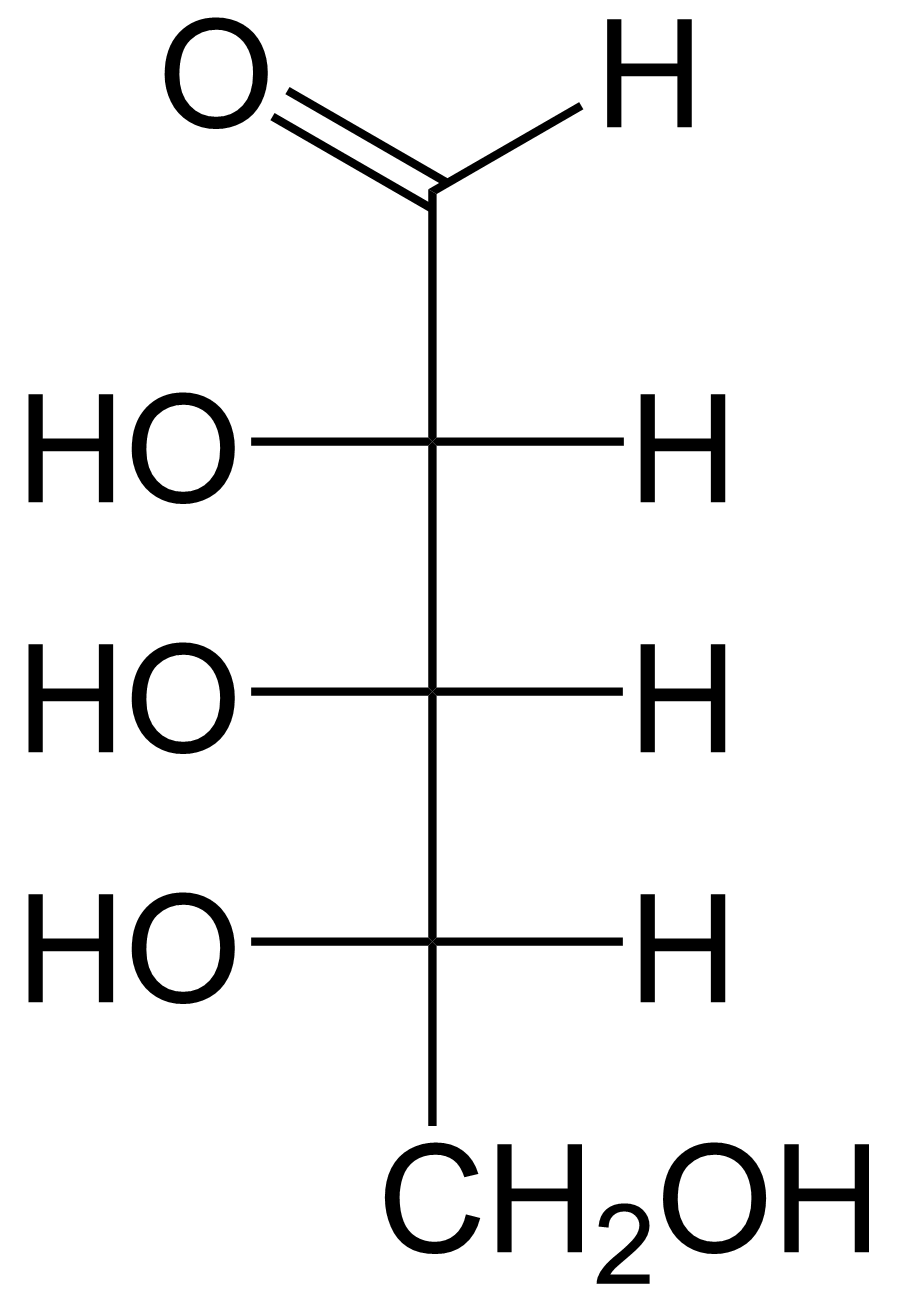
L-рибоза
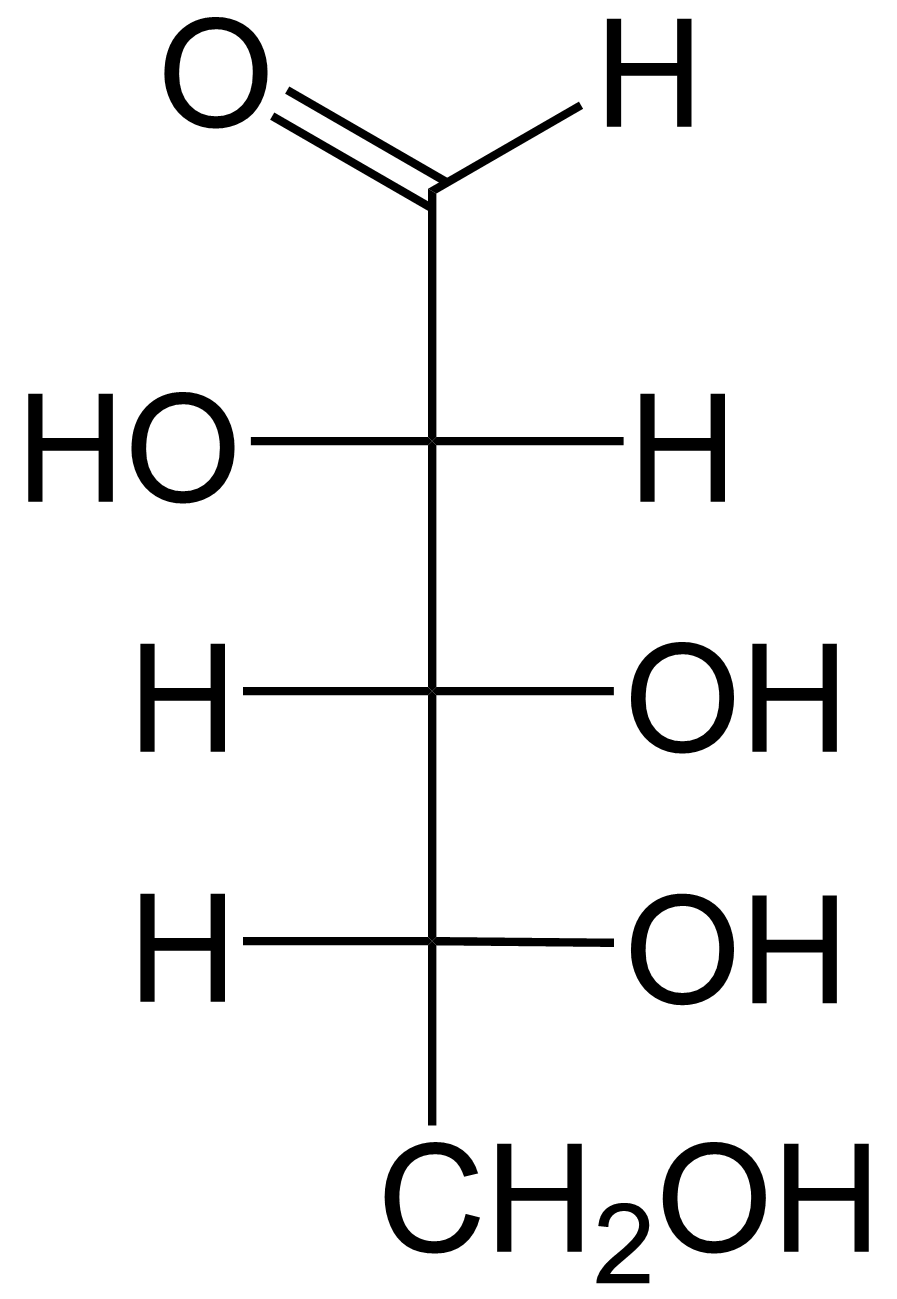
D-арабиноза
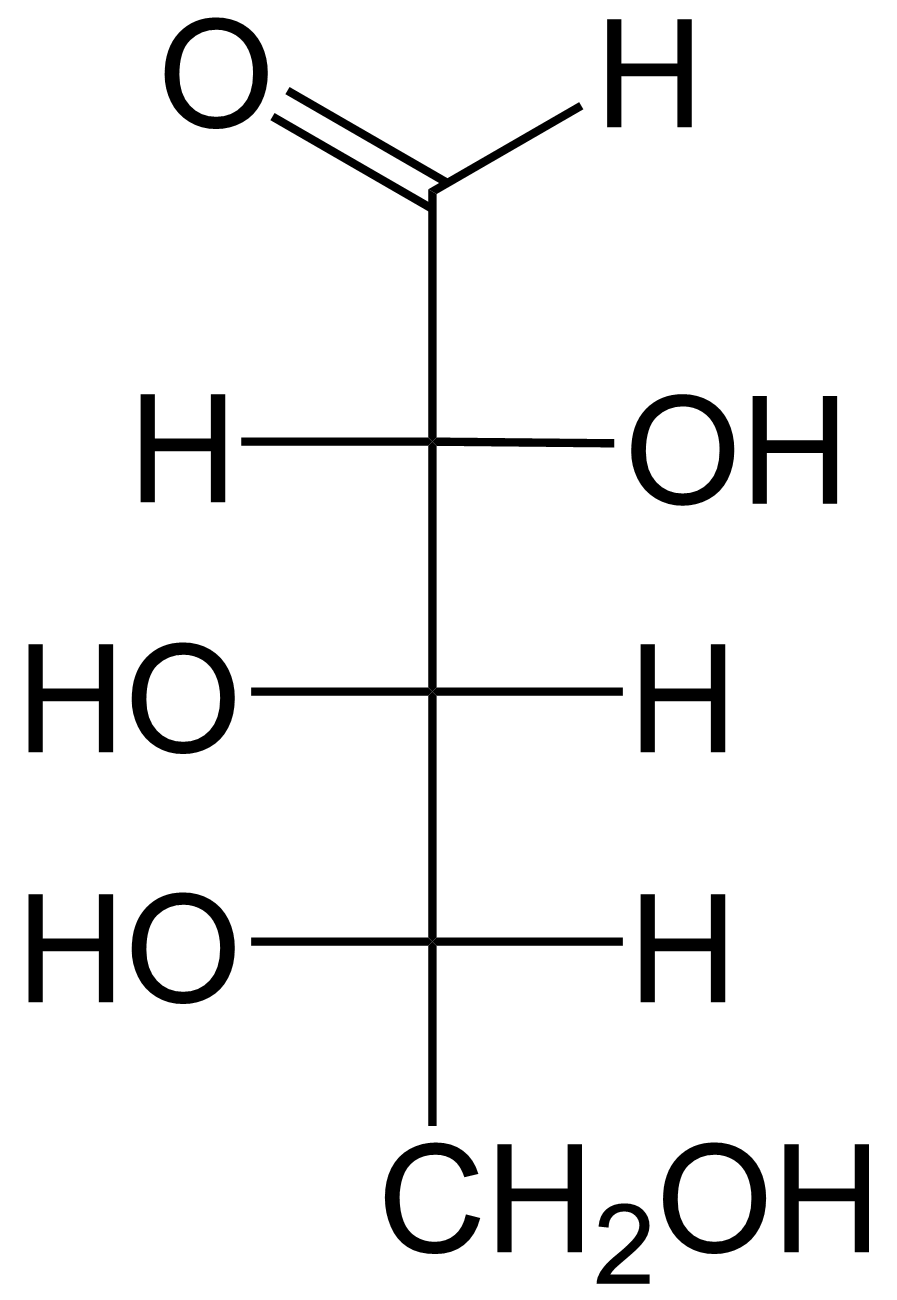
L-арабиноза
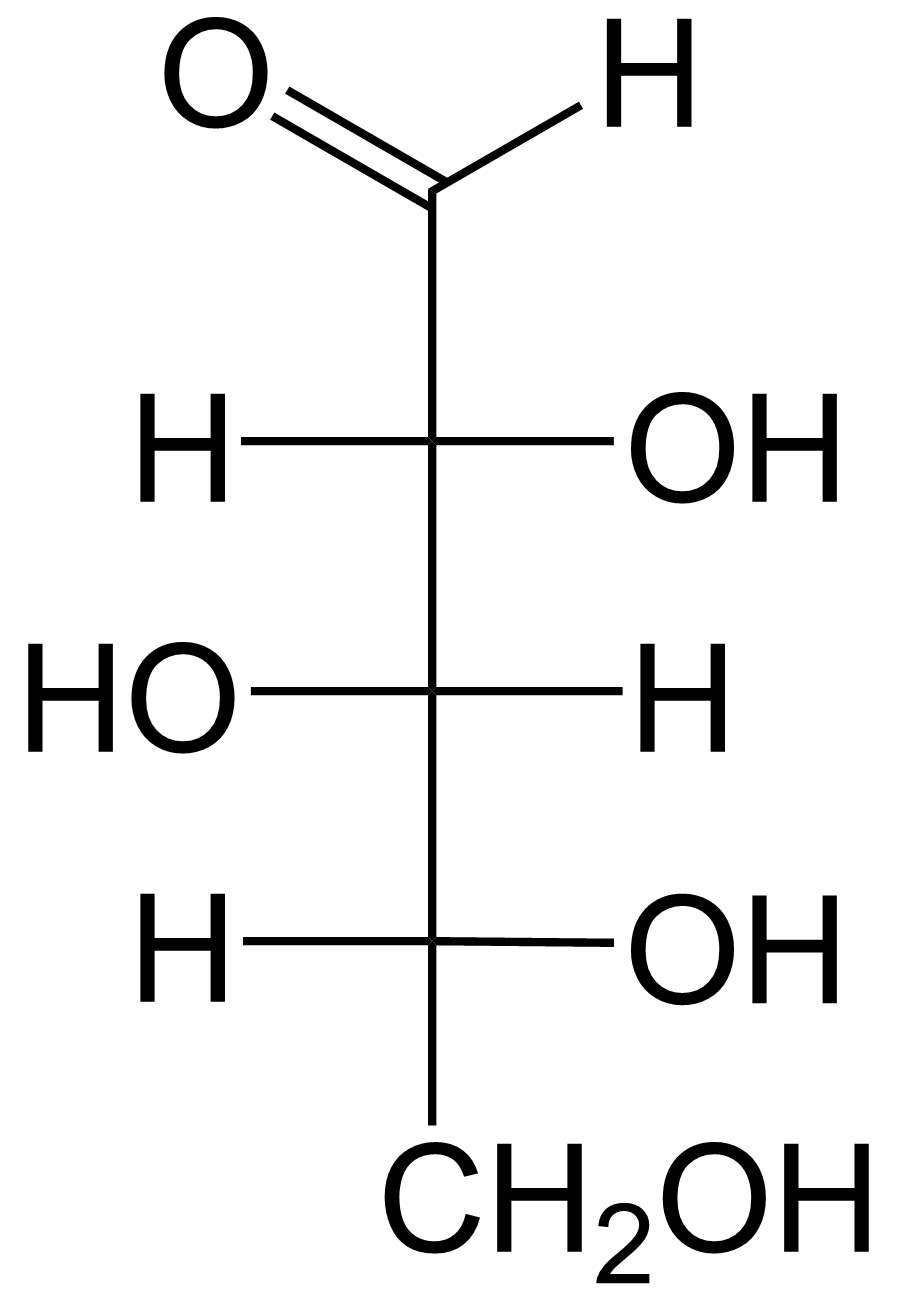
D-ксилоза
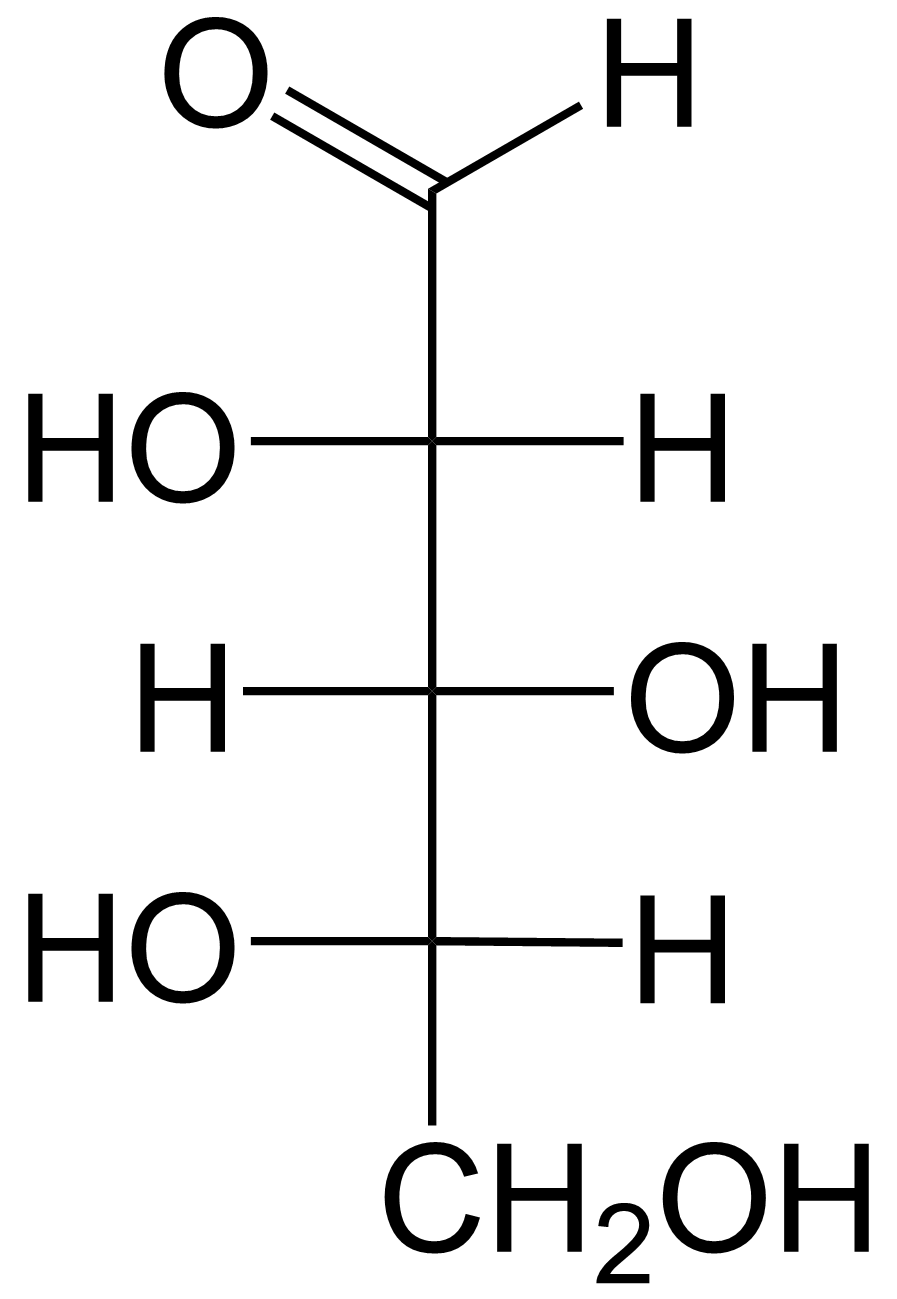
L-ксилоза
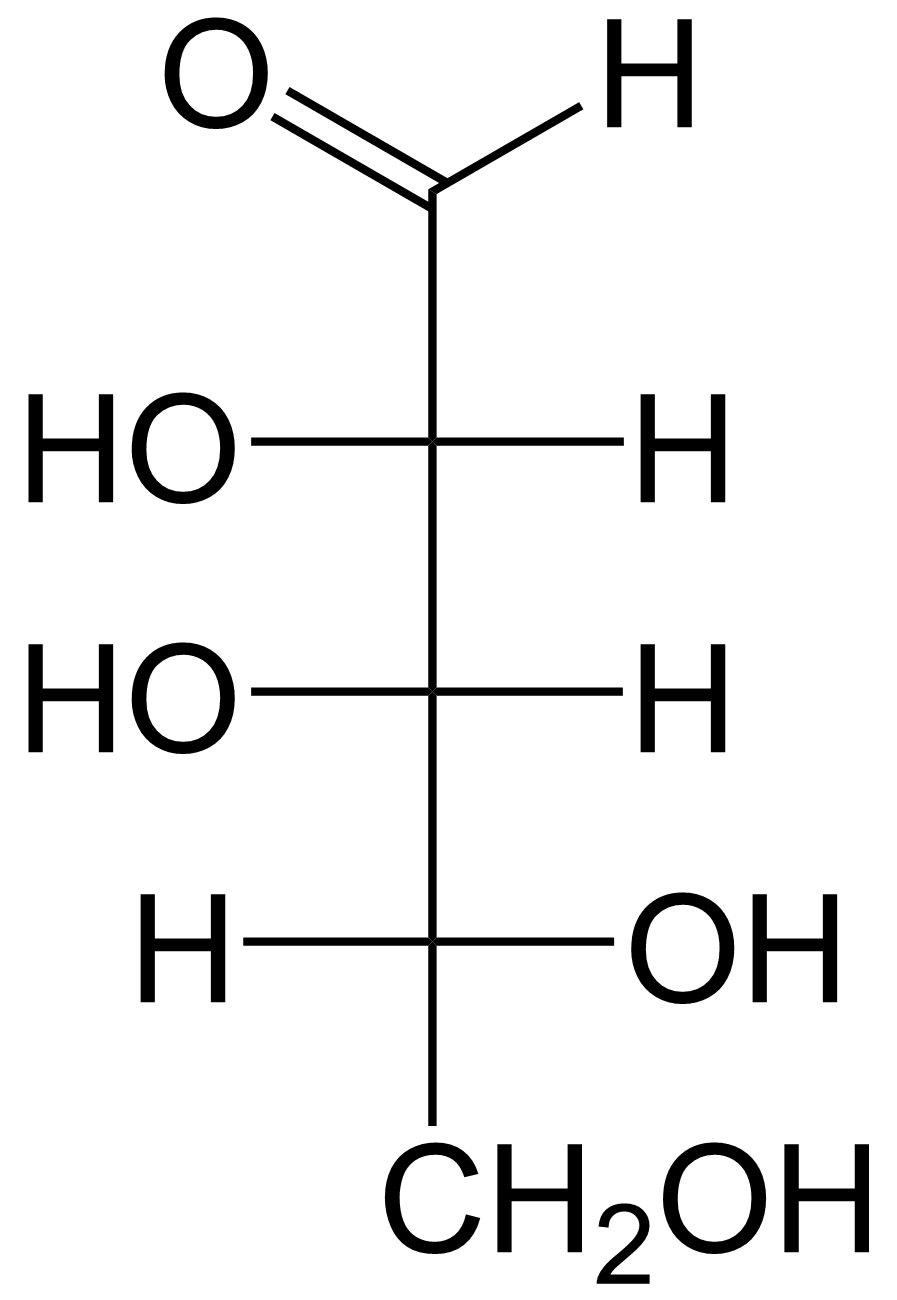
D-ликсоза
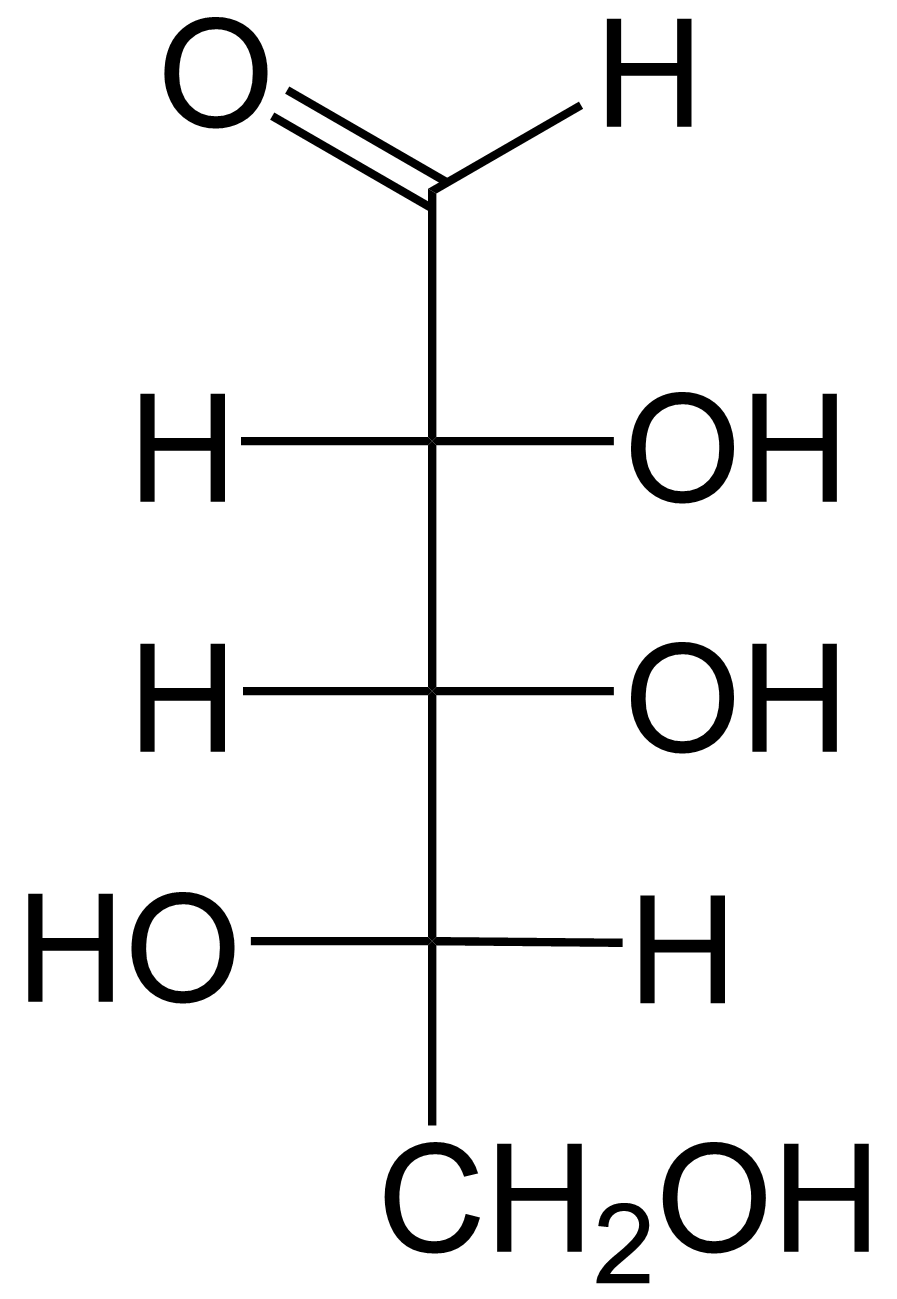
L-ликсоза

У 2-кетопентоз по два хиральных центра, и, следовательно, возможны четыре различных стереоизомеров. 

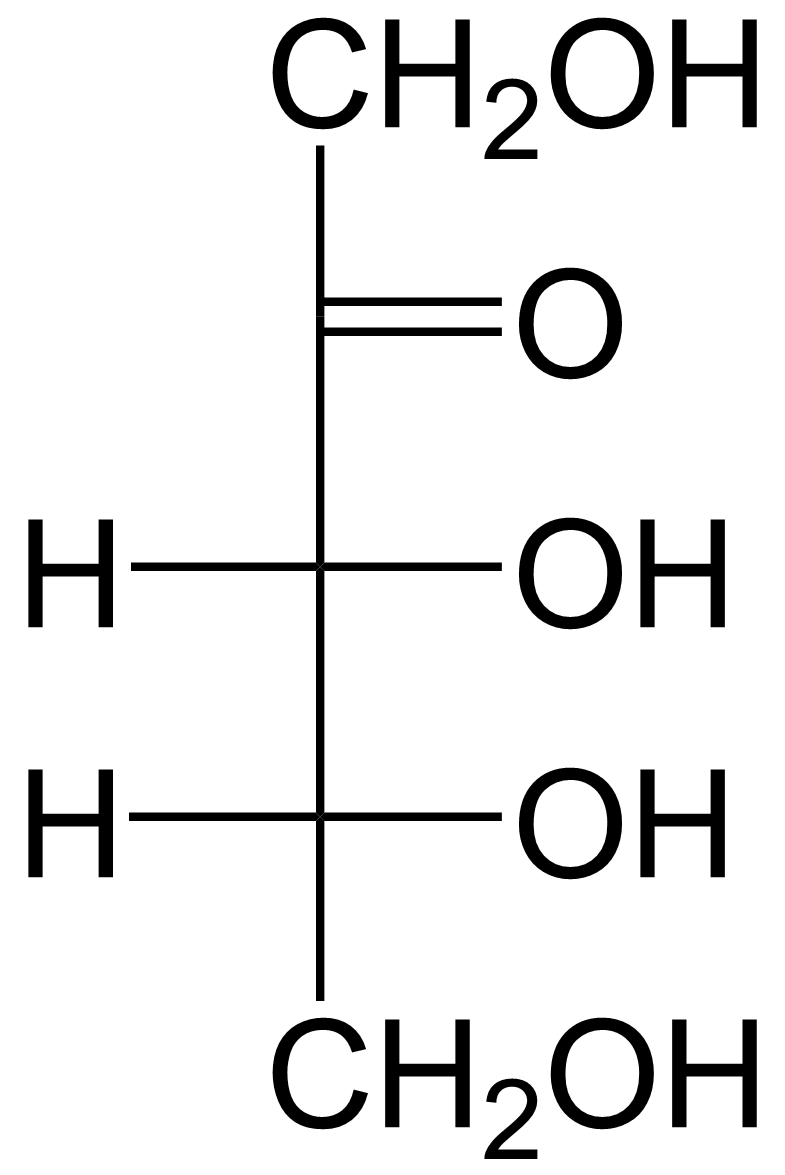
D-рибулоза
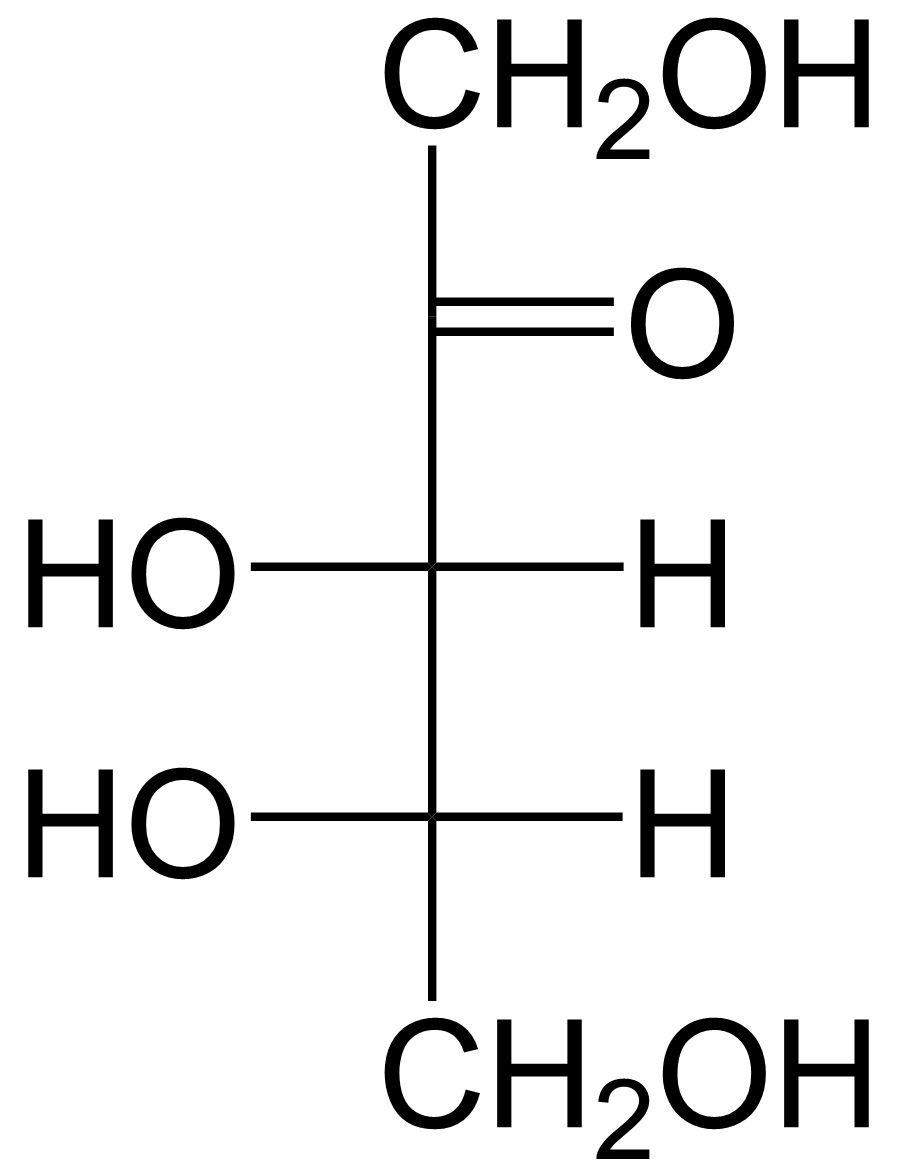
L-рибулоза
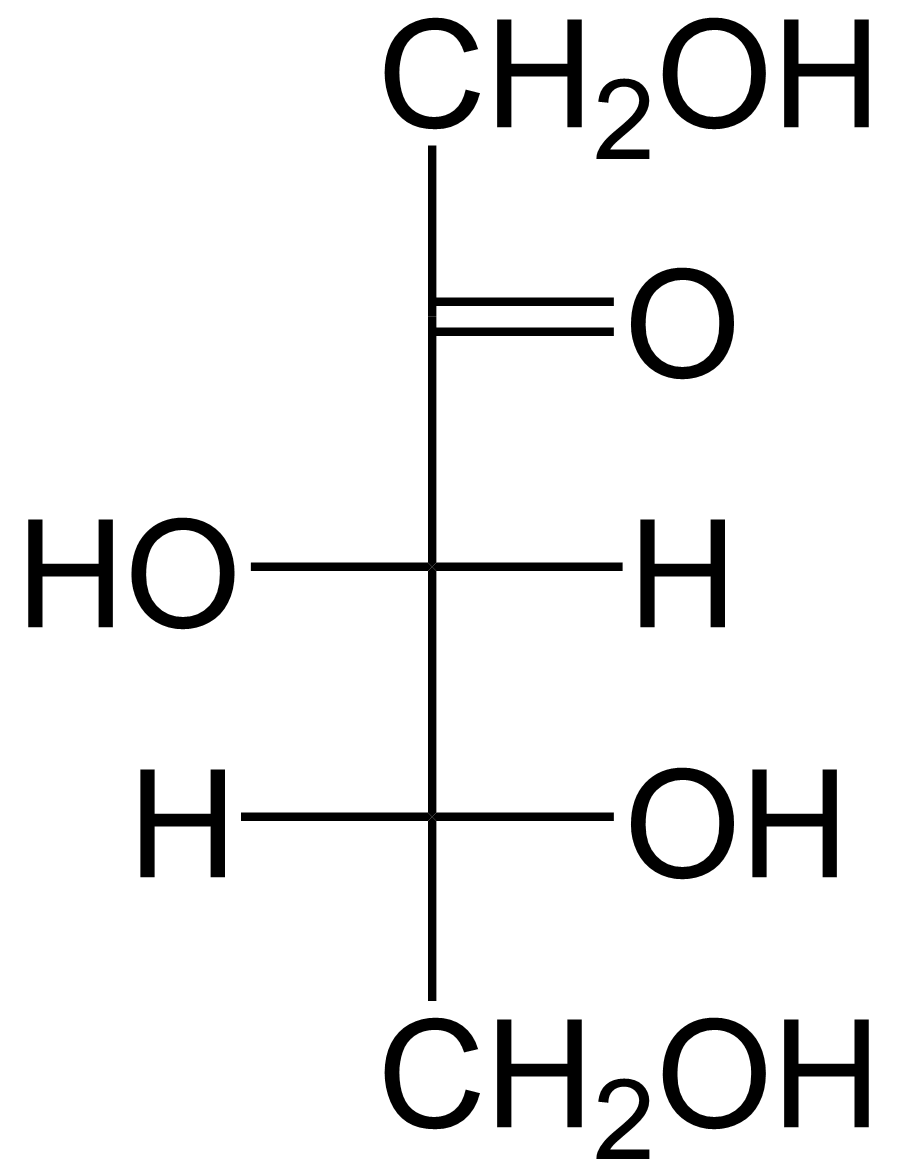
D-ксилулоза
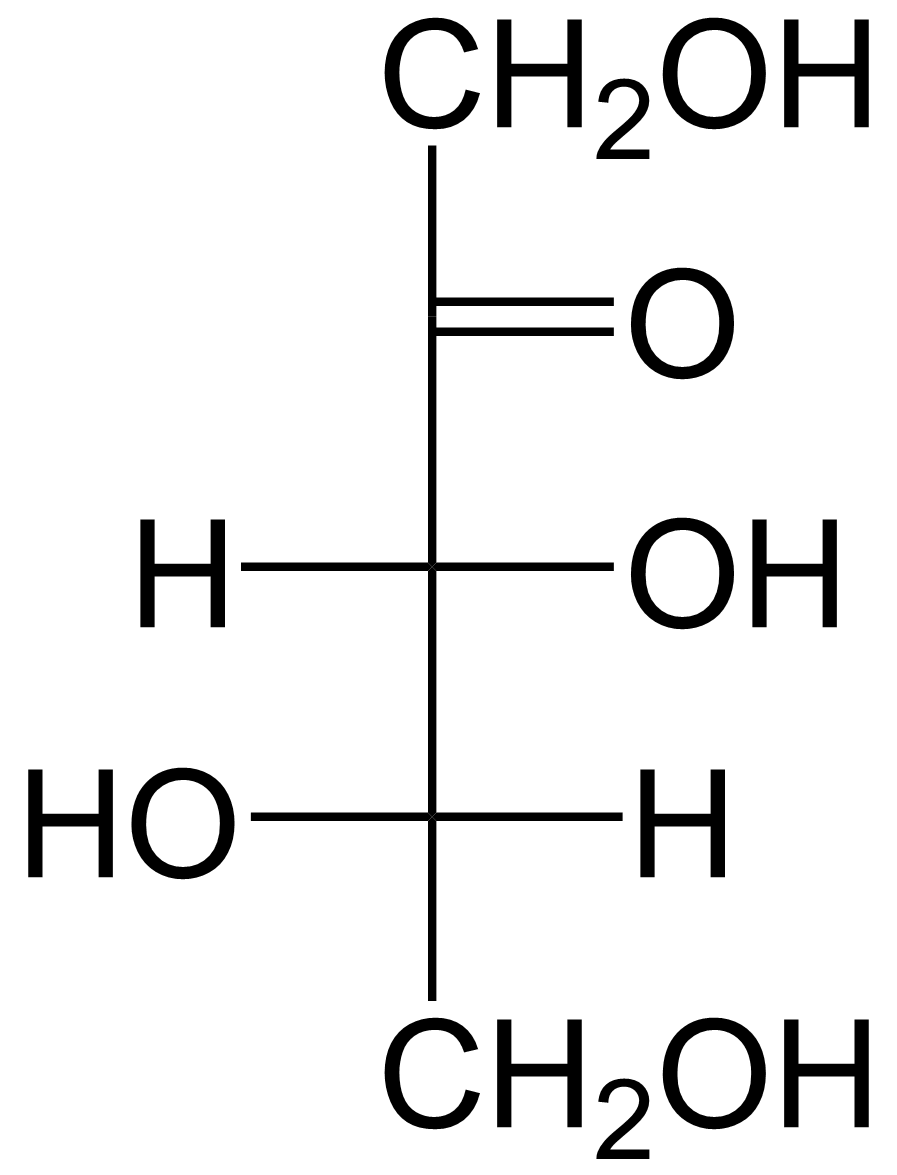
L-ксилулоза

В молекуле 3-кетопентоз один хиральный центр, поэтому возможно всего два стереоизомера.

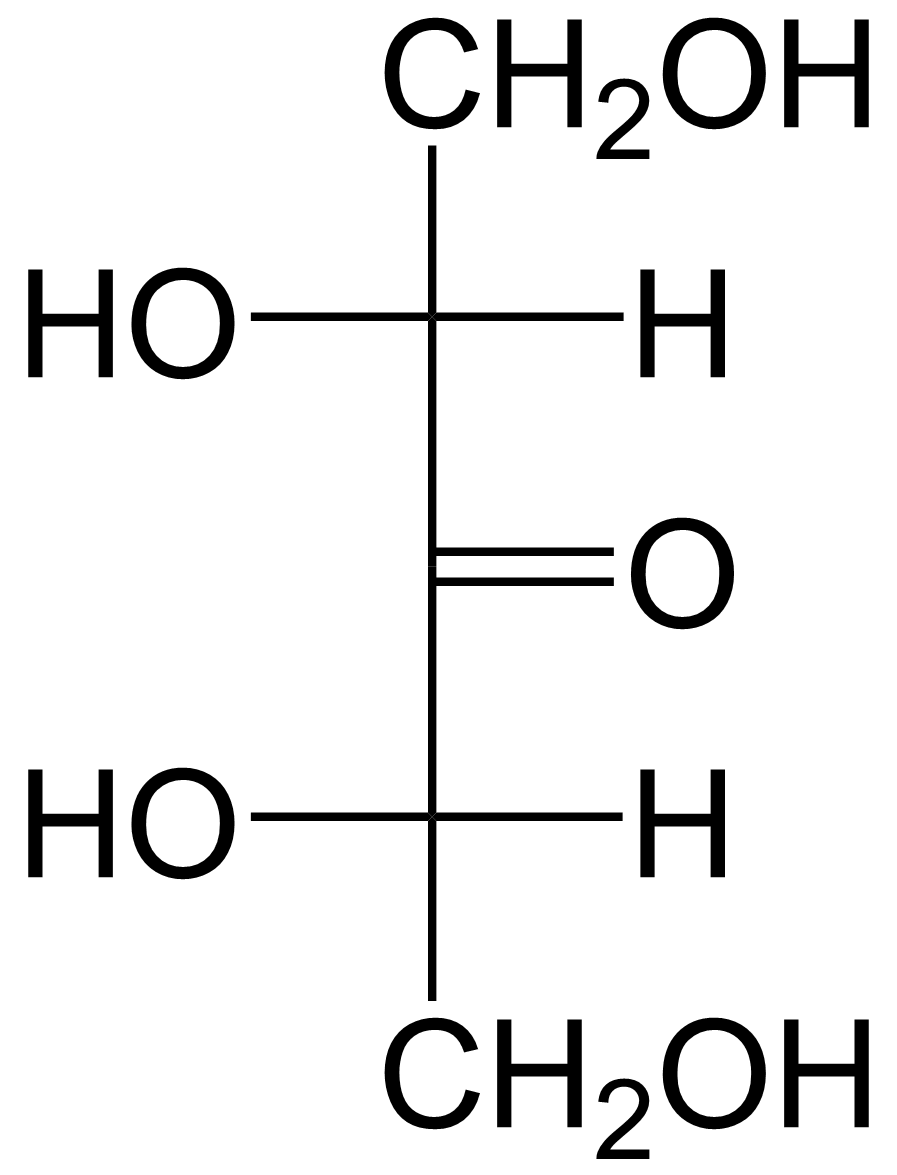
син-3-кетопентоза
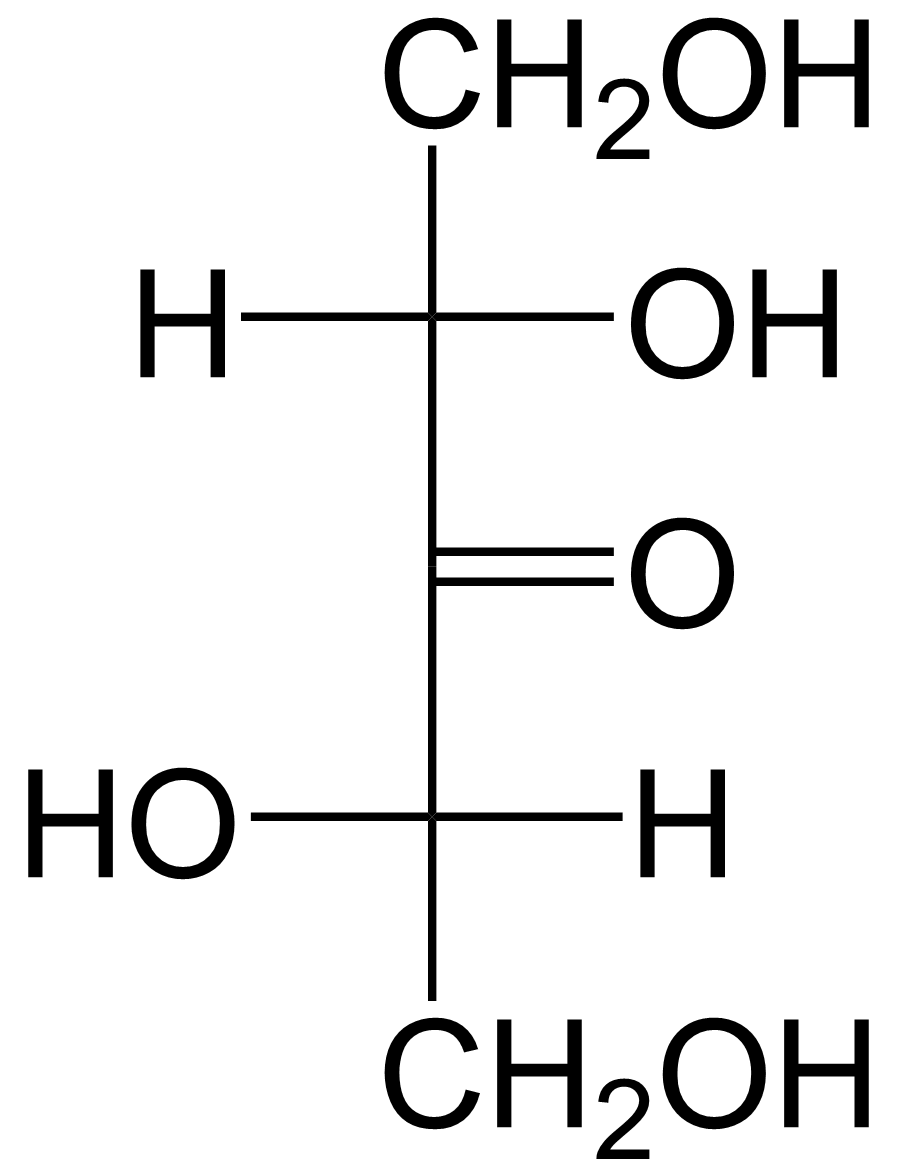
анти-3-кетопентоза

## Нахождение в природе
Альдопентозы и 2-кетопентозы широко распространены в природе, встречаются в свободном виде, входят в состав гликозидов, полисахаридов. Являются структурными компонентами нуклеиновых кислот.
В виде фосфатов некоторые пентозы (например, рибулоза) участвуют в углеводном обмене.
3-кетопентозы в природе встречаются крайне редко и в обменных процессах не участвуют.